# David A. Krumm

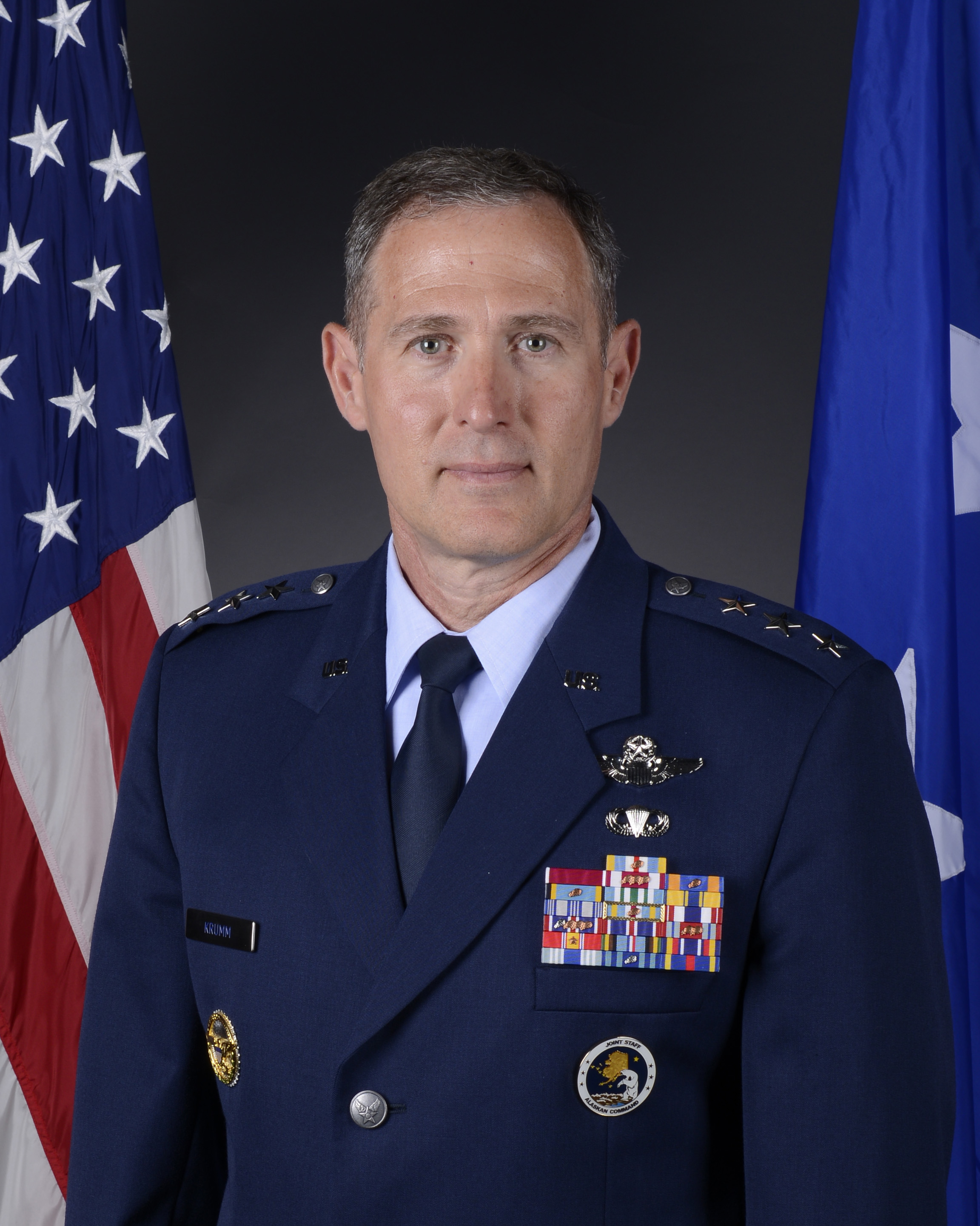
David A. Krumm (2021)

David A. Krumm (* 1967) ist ein pensionierter Generalleutnant der United States Air Force. Er war unter anderem Kommandeur der 11. Luftflotte (Eleventh Air Force).
Über das ROTC-Programm der Auburn University gelangte er im Jahr 1989 in das Offizierskorps der United States Air Force. Dort durchlief er anschließend alle Offiziersränge vom Leutnant bis zum Drei-Sterne-General.
Im Lauf seiner militärischen Karriere absolvierte er verschiedene Kurse und Schulungen. Dazu gehörten unter anderem eine Ausbildung zum Kampfpiloten und weitere Fortbildungskurse als Pilot neuer Flugzeugtypen; der Weapons Instructor Course auf der Nellis Air Force Base in Nevada; die Squadron Officer School auf der Maxwell Air Force Base in Alabama und das Air Command and Staff College, ebenfalls auf der Maxwell AFB. Im weiteren Verlauf absolvierte er das Air War College über einen Fernkurs, das Center for Creative Leadership in Greensboro in North Carolina und das Joint Forces Staff College in Norfolk in Virginia. Es folgten weitere Kurse wie z. B. das Seminar XXI, Foreign Political and International Relations am Massachusetts Institute of Technology (MIT), der Combined Force Maritime Component Commander Course in Neapel und der Combined Force Air Component Commander Course auf der Maxwell AFB. Seine beiden letzten absolvierten Kurse waren der Combined/Joint Force Land Component Commander Course in Carlisle in Pennsylvania und der Joint Flag Officer Warfighting Course, erneut auf der Maxwell AFB. Außerdem erhielt er akademische Grade von der Auburn University, der University of North Carolina at Chapel Hill, der Harvard University und der Harvard Kennedy School.
In seinen frühen Jahren als Offizier der Luftwaffe war er an verschiedenen Stützpunkten stationiert. Dabei war er als Pilot, Flugausbilder oder Stabsoffizier bei unterschiedlichen Einheiten tätig. Dazwischen absolvierte er die erwähnten Schulungen. Während der Operation Southern Watch war er als Kampfpilot im Irak eingesetzt. Zwischen Juni 1992 und Dezember 1996 war David Krumm auf der Kadena Air Base in Japan stationiert.
Zwischen August 2006 und Juni 2008 kommandierte er als Oberstleutnant auf der Tyndall Air Force Base in Florida die 43. Kampfstaffel (43rd Fighter Squadron). Danach gehörte er bis zum Juni 2010 als Chief of Staff of the Air Force Fellow dem Stab des Außenministeriums der Vereinigten Staaten an. Sein nächster Auftrag führte Krumm auf die Holloman Air Force Base in New Mexico, wo er zwischen Juni 2010 und Juni 2012 das 49. Geschwader (49th Wing) kommandierte. Danach war er bis zum Mai 2013 als Fellow beim Weatherhead Center for International Affairs der Harvard University.
Es folgte eine Versetzung zum Verteidigungsministerium, dessen Stab er bis zum Juni 2014 angehörte. Zwischen Juli 2014 und April 2016 war er auf der Yokota Air Base in Japan stationiert. Dort war er stellvertretender Kommandeur der 5. Luftflotte. Nachdem er in den Monaten Mai bis Juli 2016 für kurze Zeit zum Stab des Hauptquartiers der Air Force gehört hatte, wurde er zur Stabsabteilung J8 (Resource Management) der Joint Chiefs of Staff versetzt, dem er bis zum Juli 2018 angehörte. Danach kehrte er zum Hauptquartier der Air Force zurück, wo er bis zum Juni 2019 die Unterabteilung für strategische Planungen (Director of Strategic Plans) leitete. Anschließend war er bis zum April 2020 Leiter für weltweite Programme (Director, Global Power Programs) beim Assistant Secretary of the Air Force.
Am 20. April 2020 übernahm David Krumm auf der Elmendorf Air Force Base in Alaska als Nachfolger von Thomas A. Bussiere das Kommando über die für Alaska zuständige 11. Luftflotte. Gleichzeitig kommandierte er in Personalunion das United States Alaskan Command und den für Alaska zuständigen Teil des North American Aerospace Defense Command (NORAD). Dieses Amt bekleidete er bis zum 11. August 2022 als David S. Nahom seine Nachfolge antrat. Anschließend schied er aus dem aktiven Militärdienst aus.
Während seiner aktiven Zeit als Militärpilot absolvierte er über 3000 Flugstunden auf verschiedenen Flugzeugtypen.
Nach seiner Pensionierung wurde Krumm unter anderem Vorstandsmitglied der Firma Reach Power. Diese befasst sich beispielsweise mit der Entwicklung moderner Kampfsysteme wie Drohnen und Roboter.

## Daten der Beförderungen
| Abzeichen | Rang               | Jahr             |
| --------- | ------------------ | ---------------- |
|           | Second Lieutenant  | 4. Dezember 1989 |
|           | First Lieutenant   | 4. Dezember 1991 |
|           | Captain            | 4. Dezember 1993 |
|           | Major              | 1. März 2001     |
|           | Lieutenant Colonel | 1. April 2004    |
|           | Colonel            | 1. Oktober 2008  |
|           | Brigadier General  | 15. August 2014  |
|           | Major General      | 2. Juni 2018     |
|           | Lieutenant General | 20. April 2020   |

## Orden und Auszeichnungen
David Krumm erhielt im Lauf seiner militärischen Laufbahn unter anderem folgende Auszeichnungen:
- Defense Superior Service Medal
- Legion of Merit
- Air Medal
- Meritorious Service Medal
- Air Force Commendation Medal
- Air Force Achievement Medal
- Aerial Achievement Medal
- Joint Commendation Medal